# Matthäus Hetzenauer
Matthäus Hetzenauer, nemški ostrostrelec, * 23. december 1924, Brixen im Thale, Tirolska, † 3. november 2004.
Gefreiter Hetzenauer je bil najboljši nemški ostrostrelec druge svetovne vojne, saj je imel potrjenih 345 zadetkov; za svoje zasluge je prejel viteški križ železnega križa.
Med vojno je služil v 114. gorskemu polku.